# Jan Szpunar
Jan Szpunar, né le 30 octobre 1952 à Kościelisko et mort le 17 mars 2017, est un biathlète polonais.

## Biographie
Licencié au club du Legia Zakopane, il est trois fois champion du monde junior (relais en 1972 et 1973 et individuel en 1973).
Aux Championnats du monde 1975, pour ses débuts internationaux séniors, il est médaillé de bronze en relais avec Andrzej Rapacz, Ludwik Zięba et Wojciech Truchan.
Un an plus tard, il prend part aux Jeux olympiques d'Innsbruck, terminant douzième du relais avec les mêmes coéquipiers et 19e de l'individuel.

## Palmarès

### Championnats du monde
- Mondiaux 1975 à Anterselva :
  -  Médaille de bronze en relais.

### National
- Champion de Pologne de l'individuel en 1974.